# Băiuț
Baiut là một xã thuộc hạt Maramureș, România. Dân số thời điểm năm 2002 là 2698 người.